# Изместьев, Игорь Владимирович
И́горь Влади́мирович Изме́стьев (род. 28 января 1966, Салават, Башкирская АССР, РСФСР, СССР) — российский политик и предприниматель, бывший представитель парламента Башкортостана в Совете Федерации с 2001 по 2006 год. В настоящее время отбывает пожизненный срок лишения свободы за организацию убийств.

## Образование и работа
В 1988 году окончил Уфимский авиационный институт.
По окончании института пошёл служить офицером (с 1988 по 1990) в одной из воинских частей Дальневосточного военного округа Советской Армии.
В 1990—1991 годах — инженер-электронщик АО «Башнефть», инженер электронной техники предприятия «Восток-сервис», коммерческий директор торгового дома «Уфа». С 1991 по 1993 год — заместитель начальника отдела внешнеэкономических связей Ново-Уфимского нефтеперерабатывающего завода. С 1993 по 2000 год работал на руководящих должностях в акционерных обществах Москвы, в частности, возглавлял ОАО «Корус холдинг». С сентября 2000 года — председатель совета директоров ОАО "Судоходная компания «Волжское пароходство» (впоследствии — ОАО «Волга-Флот», Нижний Новгород). Одновременно с 2000 года являлся помощником председателя Государственного Собрания Республики Башкортостан.

## Политическая деятельность
С 2001 по 2006 годы Изместьев являлся членом Совета Федерации, представителем от Государственного собрания (Курултая) Республики Башкортостан. Работал в должности заместителя председателя комитета Совета Федерации по промышленной политике, входил в состав Комиссии Совета Федерации по национальной морской политике.
За добросовестный труд и активную работу по развитию законодательства РФ награждён Почётной грамотой Совета Федерации РФ.
В 2003 году Изместьев баллотировался на пост Президента Башкортостана как независимый кандидат — представитель предпринимательского сообщества. На конец 1990-х — начало 2000-х годов пришёлся расцвет президентской деятельности Муртазы Рахимова. Он не только полностью контролировал ситуацию в республике, но и занимался большой федеральной политикой. Созданное им вместе с Юрием Лужковым и Минтимером Шаймиевым движение «Отечество — Вся Россия» в 1999 году участвовало в думских выборах и даже выдвинуло своего кандидата в президенты России. Это вызвало реакцию федеральной власти. В 2003 году на выборах президента Башкирии конкуренцию Рахимову составили Сергей Веремеенко и акционер «Лукойла» Ралиф Сафин. У Веремеенко, брат которого некоторое время руководил «Баштрансгазом» — подразделением «Газпрома» в регионе — и налоговой службой в республике, были шансы на победу — особенно учитывая, что рейтинг Муртазы Рахимова перед выборами опустился до 25 %.
Изместьев зарегистрировался кандидатом в президенты республики. Агитационная кампания Изместьева была в Уфе практически незаметна. Всем было понятно, что он участвует в выборах на стороне Рахимова и незадолго до дня голосования снимет свою кандидатуру. Но свою роль в схватке Изместьев сыграл: именно по его заявлению Сергею Веремеенко несколько раз отказывали в регистрации в качестве кандидата в президенты.

## Уголовное преследование
В 2005 году задержанный член кингисеппской ОПГ Иванов сообщил, что заказчиком ряда преступлений выступал Изместьев. Позднее задержанный главарь группировки Финагин рассказал, как в середине 1990-х «кингисеппские» «перешли под Изместьева». В 2007 году Изместьев был задержан сотрудниками ФСБ РФ на территории Киргизии и доставлен в Москву, где его обвинили в организации преступлений, совершённых в Башкирии в 1990-х годах. Обвинялся в организации убийства нотариуса Галины Перепёлкиной и сотрудника фирмы «Ронекс» Олега Булатова. Подозревался в причастности к деятельности кингисеппской ОПГ. В 2008 году к обвинениям в адрес Изместьева в создании банды и убийствах добавилось обвинение в покушении на убийство сына президента Башкирии, гендиректора ОАО «АНК „Башнефть“» Урала Рахимова, а в декабре — обвинение в неуплате налогов.
Согласно Эллен Берри из Нью-Йорк Таймс, суд присяжных склонялся к оправдательному вердикту, но сотрудники спецслужб психологически давили на некоторых присяжных, после чего суд был распущен. Изместьеву предъявили обвинение в терроризме, а Государственная Дума приняла закон об изъятии дел по терроризму из судов присяжных в профессиональные суды. Согласно той же публикации, Алексей Пиманов высказал своё предположение о подкупе присяжных заседателей по делу.
28 декабря 2010 года Изместьев был приговорён к пожизненному заключению; отбывает наказание в соликамской колонии «Белый лебедь».
В июле 2017 года Изместьев написал на имя президента России прошение о помиловании. О помиловании Изместьева перед президентом Путиным ходатайствовала и правозащитница, глава Московской Хельсинкской группы Людмила Алексеева, на что глава государства сказал, что помилование Изместьева «возможно, но на это потребуется время».
13 декабря 2017 года Комиссия по вопросам помилования при мэре Москвы приняла единогласное решение отказать Изместьеву в помиловании.
В 2019 году Европейский суд по правам человека вынес постановление по жалобе Изместьева, усмотрев нарушения его прав в закрытости судебного заседания, в процедуре продления срока досудебного заключения, в условиях транспортировки и заключения.

## Общественная и благотворительная деятельность
При финансовой поддержке Изместьева было восстановлено здание Уфимского филиала Московского государственного гуманитарного университета имени М. А. Шолохова. Изместьев помогал многим нуждающимся и больным людям, экипировал лётный состав одной из воинских частей, дислоцирующейся в Киргизии. Правозащитные организации России особенно отмечают бескорыстную материальную помощь, оказанную Игорем Изместьевым гражданам города Благовещенска Республики Башкортостан, пострадавшим во время их массового избиения сотрудниками милиции.
Игорь Изместьев за заслуги и большой личный вклад в развитие и укрепление государства Российского был награждён:
- золотым именным хронометром от Президента России В. В. Путина в 2006 году,

- золотым нагрудным знаком «Кузбасс» в 2006 году,

- орденом Петра Великого I степени в 2003 году,

- дипломом лауреата премии имени Ю. В. Андропова с вручением золотой медали.

Благотворительная и общественная деятельность Игоря Изместьева была отмечена:
- орденом Преподобного Сергия Радонежского III степени,

- орденом Святого Благоверного князя Даниила Московского III степени РПЦ,

- золотым сертификатом проекта ООН и ЮНЕСКО Всемирного десятилетия развития культуры по программе 2003—2004 гг. «Каждому слепому ребёнку — книжка в подарок»,

- благодарностью Московского Патриархата за пожертвование на благоукрашение Кафедрального собора Храма Христа Спасителя в 2003 году, фамилия Изместьевых увековечена на настенной Доске почёта Храма Христа Спасителя.